# Heumense schans
De Heumense schans (voorheen Heumensche schans) of Sterreschans is een voormalig verdedigingswerk en huidig natuurgebied bij Molenhoek in de Nederlandse provincie Limburg en is gelegen nabij de huidige spoorlijn Nijmegen-Venlo op loopafstand van Station Mook Molenhoek.
De schans werd vermoedelijk in de tweede helft van de zeventiende eeuw gebouwd en heeft de vorm van een vijfpuntige ster. De schans heeft een doorsnede van ongeveer 50 meter. Een paar kilometer zuidelijker ligt ook de Mookerschans.
De schans en het omringende gebied is een natuurgebied en is in handen van Natuurmonumenten. Het gebied sluit aan op de Mookerheide en het bosgebied Heumensoord. Vanaf deze schansen had men een vrij uitzicht op het lager gelegen Maasdal met de noord-zuid route over land en water.

## Fotogalerij

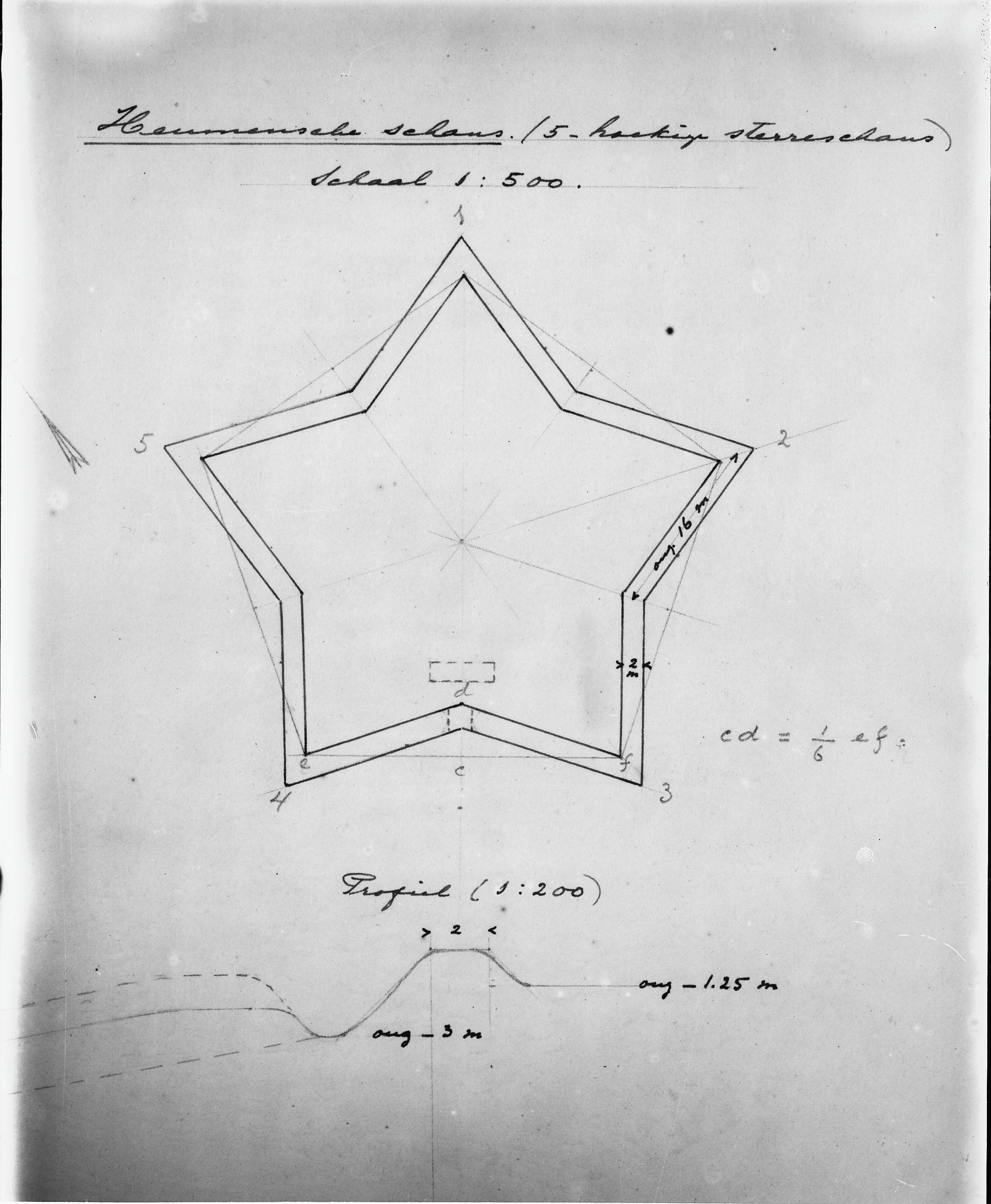
Plattegrond
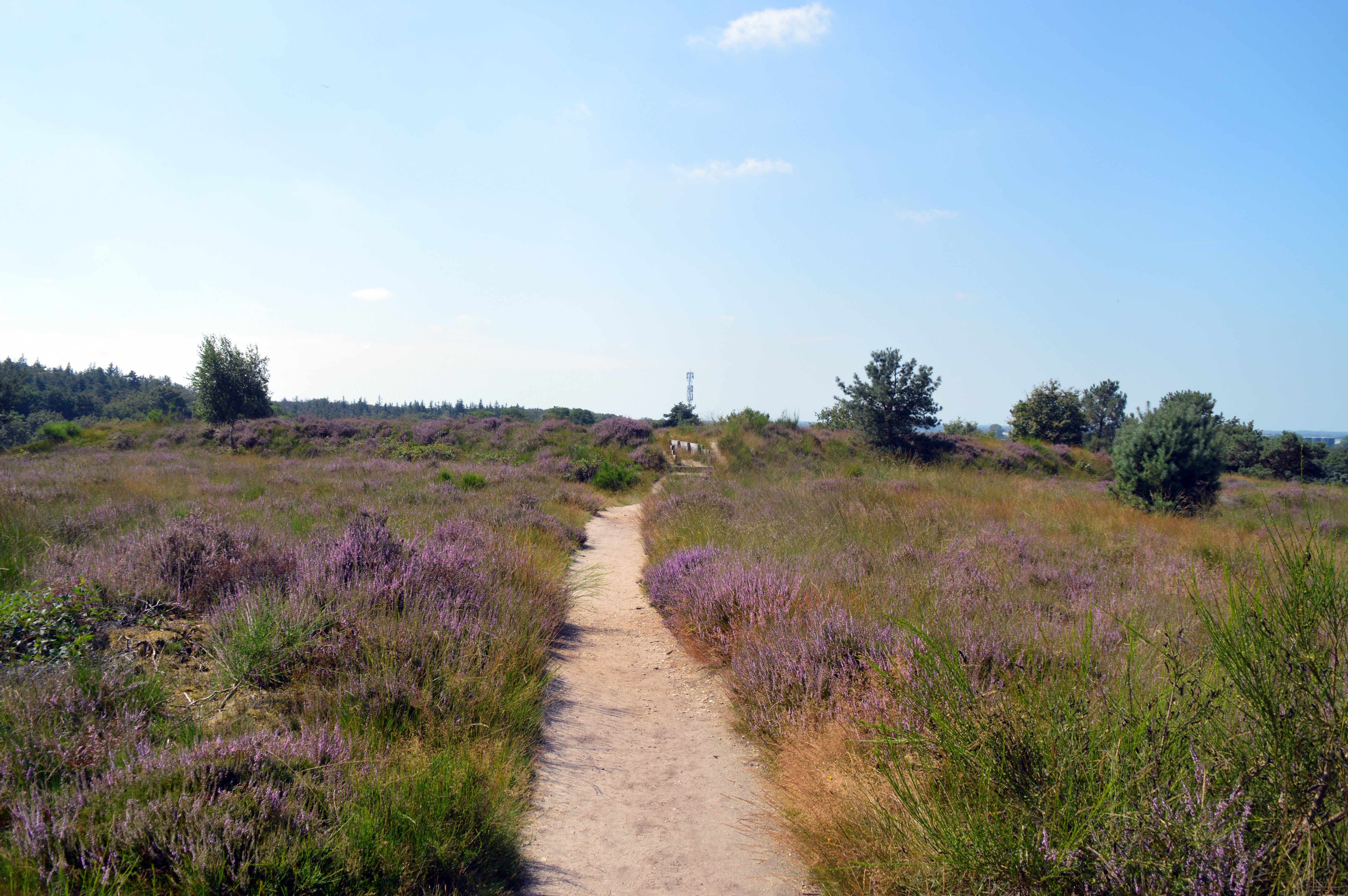
Zijaanzicht
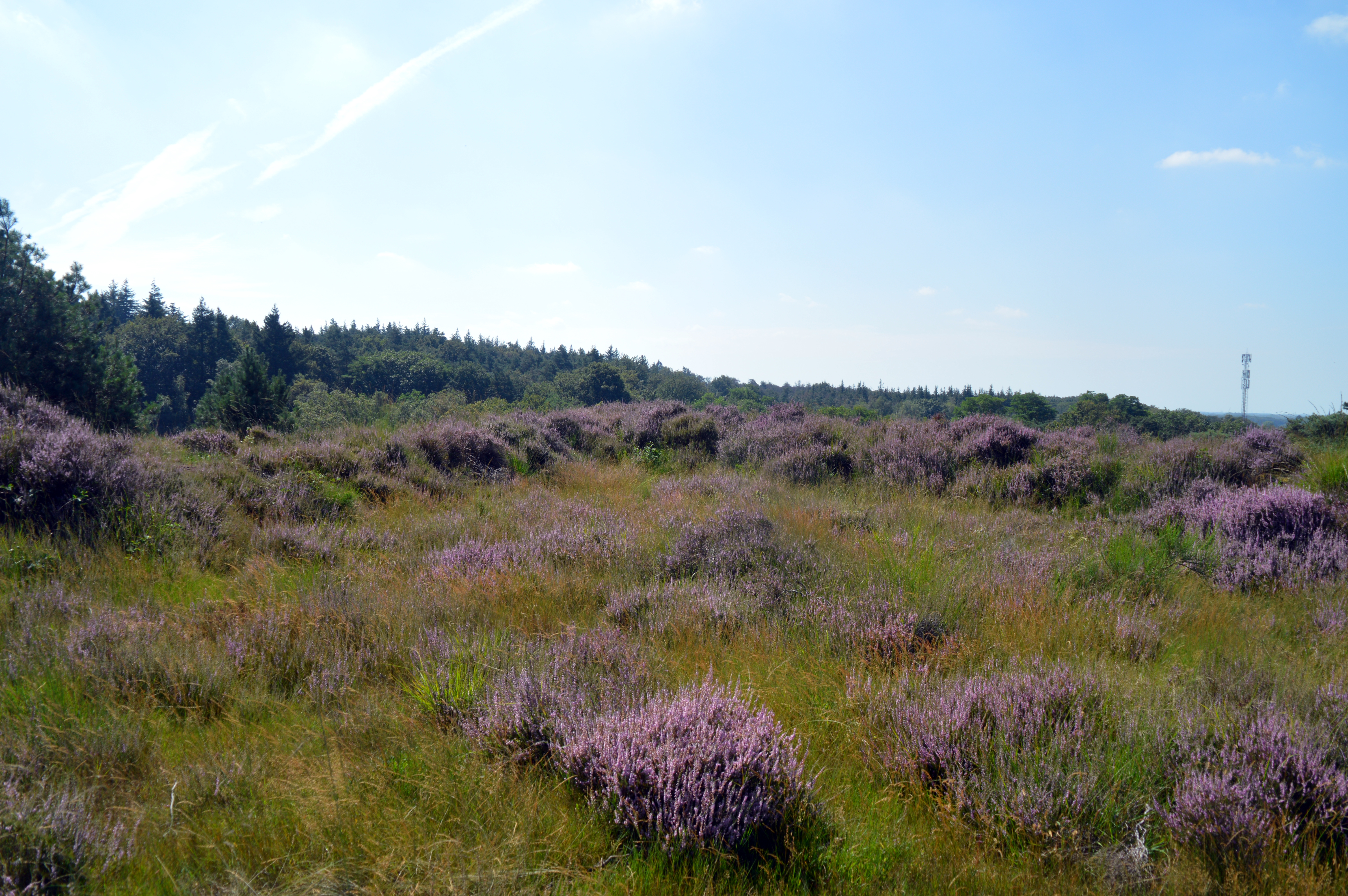
Sterpunt van verdedigingswerk
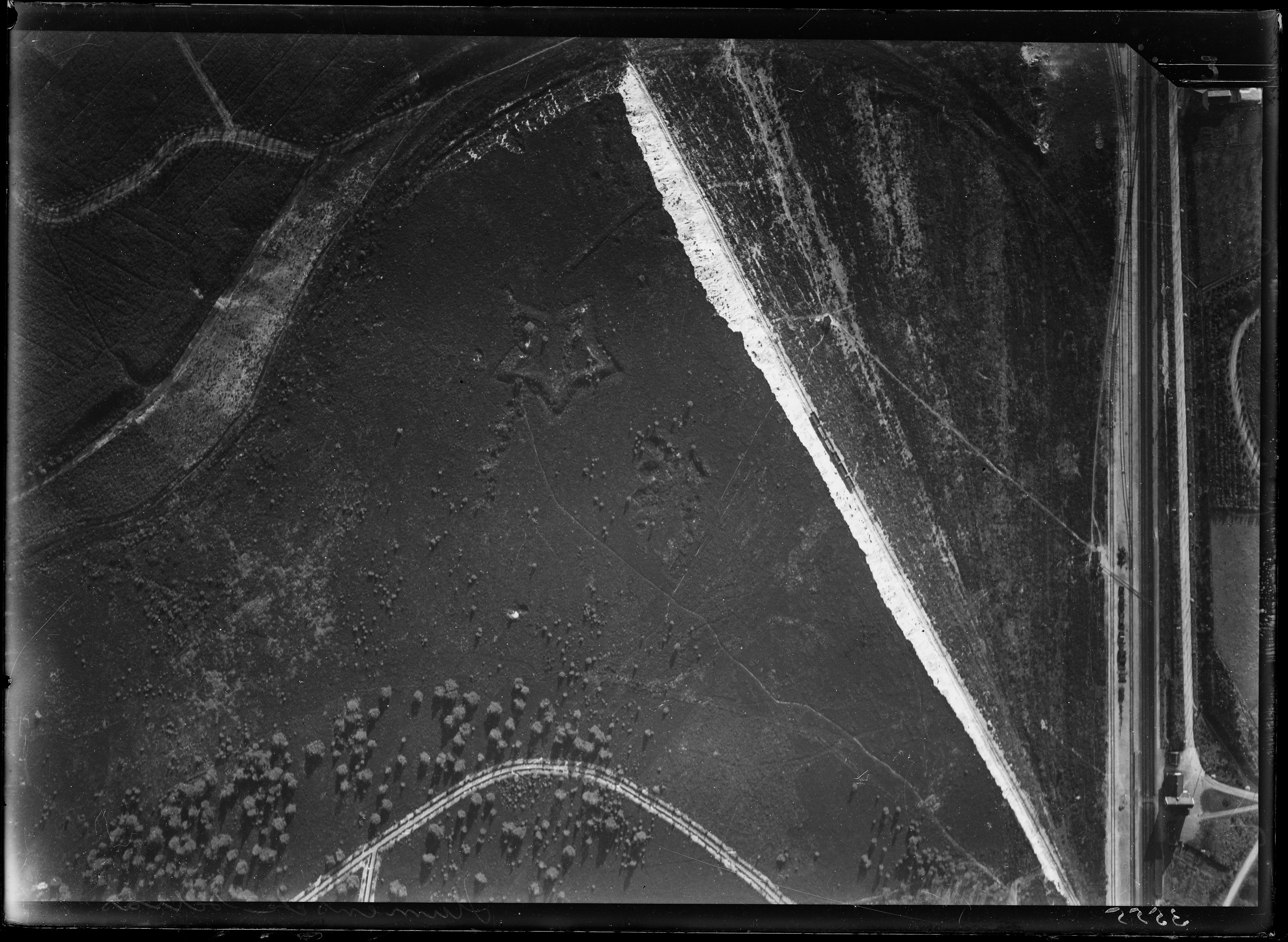
Luchtfoto van de Heumense Schans, 1920-1940. Nederlands Instituut voor Militaire Historie.